# Auburn (New York)
Auburn város az USA New York államában. Cayuga megye megyeszékhelye és legnagyobb városa. Lakosainak száma 26 866 fő (2020. április 1.).

## Népesség
A település népességének változása:

| 2010 | 27 687 |
| 2020 | 26 866 |